# Chu Phan
Chu Phan là một xã thuộc huyện Mê Linh, thành phố Hà Nội, Việt Nam.

## Địa lý
Xã Chu Phan có vị trí:
- Phía đông giáp xã Thạch Đà
- Phía tây giáp xã Tiến Thịnh
- Phía nam giáp sông Hồng
- Phía bắc giáp xã Liên Mạc.

Xã Chu Phan có diện tích 8,56 km², dân số năm 2012 là 9.603 người

## Hành chính
Xã Chu Phan được chia thành 5 thôn: Nại Châu, Mạnh Trữ, Chu Phan, Tân Châu, Xa Khúc.

## Văn hóa
Xã Chu Phan có đền quán Nại Châu là di tích lịch sử văn hóa cấp quốc gia, nhiều đền chùa khác trên địa bàn xã là di tích lịch sử cấp thành phố như Đình Mạnh Trữ. Đây là một xã có nhiều tôn giáo cùng chung sống.